# Pristimantis yaviensis
Pristimantis yaviensis är en groddjursart som först beskrevs av Myers och Donnelly 1996.  Pristimantis yaviensis ingår i släktet Pristimantis och familjen Strabomantidae. IUCN kategoriserar arten globalt som otillräckligt studerad. Inga underarter finns listade i Catalogue of Life.